# Máel Muire (bispo de Dundalethglass)
Máel Muire foi um bispo irlandês medieval. Ele foi denominado "Bispo de Dundalethglass" (o nome original de Downpatrick).